# Łukasz Piszczek
Łukasz Piszczek ([ˈwukaʂ ˈpiʂtʂɛk]) (Czechowice-Dziedzice, República Popular de Polònia, 3 de juny de 1985) és un futbolista polonès que juga com a lateral dret. Actualment fa també d'entrenador, i del 2024 al 2025, va exercir com a assistent d'entrenador del club de la 1. Bundesliga Borussia Dortmund.

## Biografia

### Carrera de club
En el 2001 Piszczek es va unir al Gwarek Zabrze amb el qual ell va guanyar el campionat juvenil polonès del 2003.
El 2004 va esdevenir el màxim golejador (juntament amb el turc Ali Öztürk) del Campionat Europeu sub-19 del 2004, després del qual va fitxar pel Hertha BSC, sent cedit de seguida al Zagłębie Lubin.

## Palmarès
Zagłębie Lubin
- 1 Lliga polonesa: 2006-07.

Borussia Dortmund
- 2 Bundesliga: 2010-11, 2011-12.
- 2 Copa alemanya: 2011-12, 2016-17.
- 2 Supercopa alemanya: 2014, 2019.